# Laura Kraut
Laura Kraut, född den 14 november 1965 i Camden i South Carolina i USA, är en amerikansk ryttare.
Hon tog OS-guld i lagtävlingen i hoppning i samband med de olympiska ridsporttävlingarna 2008 i Peking. Vid OS 2024 ingick hon i det amerikanska som tog silver.